# 入江隆
入江隆（日语：／ Irie Takashi，1958年5月10日—），日本男子摔跤运动员。他曾代表日本参加1984年夏季奥林匹克运动会摔跤比赛，获得男子自由式48公斤级银牌。他也曾参加1978年和1986年亚洲运动会。